# Rue Carpeaux
Pour les articles homonymes, voir Carpeaux.
La rue Carpeaux est une rue située dans le quartier des Grandes-Carrières du 18e arrondissement de Paris.

## Situation et accès
Longue de 345 mètres, elle commence au 2, rue Étex et se termine au 205, rue Marcadet et au 37, rue Eugène-Carrière. 
Elle est desservie par la ligne 13 à la station de métro Guy Môquet.

## Origine du nom

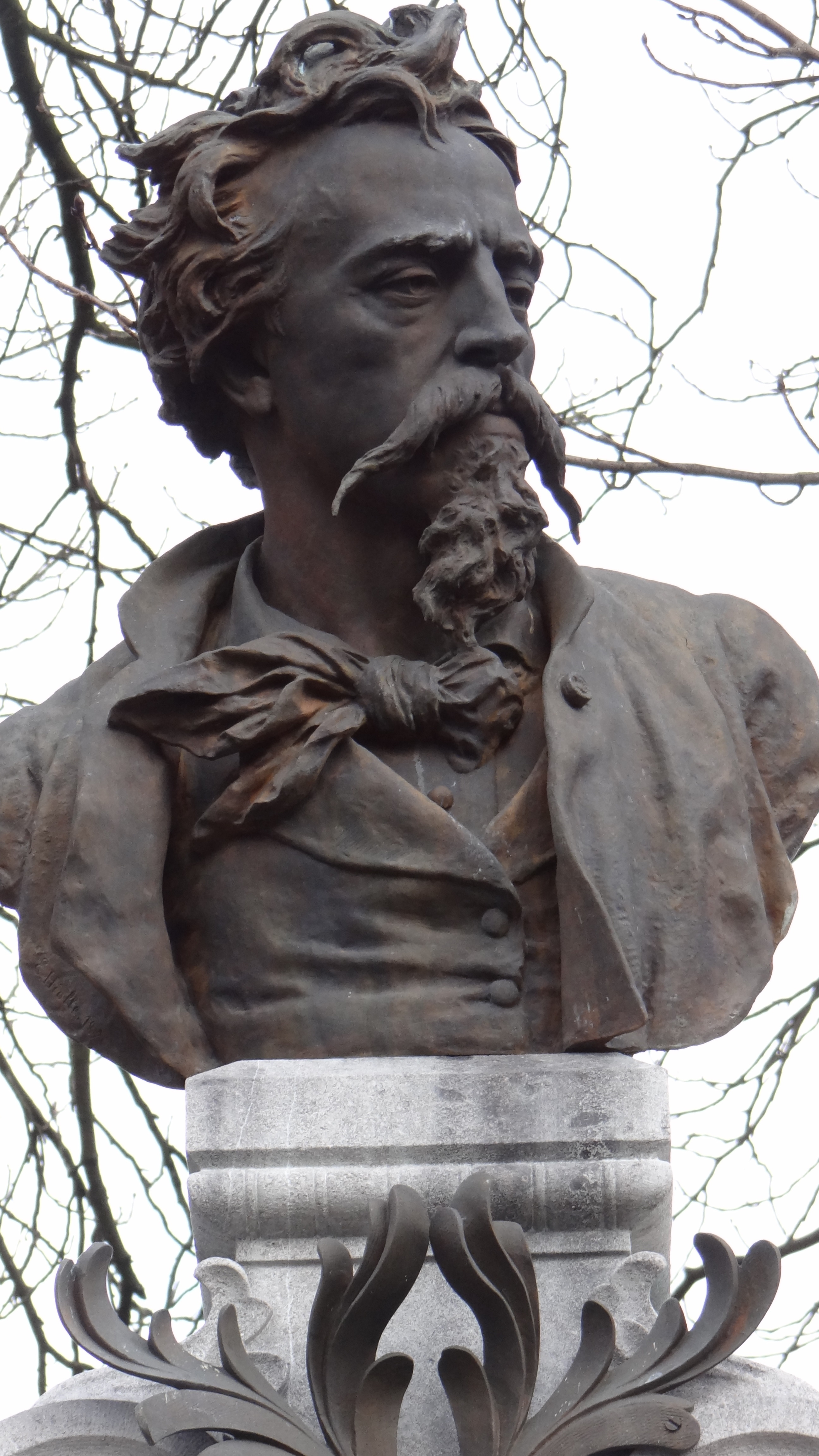
Buste de Carpeaux.

Elle porte le nom du sculpteur Jean-Baptiste Carpeaux (1827-1875).

## Historique
Cette voie est ouverte et prend son nom actuel en 1890, sur l'emplacement d'une partie du cimetière du Nord, qui avait été désaffecté l'année précédente.

## Bâtiments remarquables et lieux de mémoire
- Aux nos 4-6 de la rue et au 23, rue Joseph-de-Maistre, se trouve l'hôpital Bretonneau, construit par Paul Héneux, ouvert le 1er mars 1901. C'est d'abord un hôpital pédiatrique jusqu'à son transfert à l'hôpital Robert-Debré. Fermé en 1988, il devient l'« Hôpital éphémère » de 1990 à 1997, centre artistique pluridisciplinaire. Une partie des bâtiments sont détruits pour permettre la construction du nouvel hôpital gériatrique Bretonneau conçu par le cabinet Valode et Pistre, ouvert au printemps 2001. Les bâtiments le long de la rue Carpeaux datent de 1901.
- Nos 5-7 : école maternelle Carpeaux réalisée en 1992 par l'architecte Jean-Paul Deschamps.
- No 12 : caserne des sapeurs-pompiers de Paris construite en 1900 par Paul Héneux, dans un style historiciste, face au square Carpeaux. Le premier bal (moderne) des pompiers a eu lieu dans cette caserne en 1937[2].
- No 25 de la rue et 203-207, rue Marcadet : ensemble d'habitations à bon marché construites de 1909 à 1919, par l'architecte Georges Debrie, puis par l'architecte Adolphe Bocage, pour la fondation philanthropique Alexandre-et-Julie-Weill.